# Campionati europei di pugilato dilettanti 1957
I Campionati europei di pugilato dilettanti maschili 1957 si sono tenuti a Praga, Cecoslovacchia, dal 25 maggio al 2 giugno 1957. È stata la 12ª edizione della competizione biennale organizzata dall'EABA. 149 pugili da 21 Paesi hanno partecipato alla competizione.

## Podi
| Categoria                   | Oro                    | Argento               | Bronzo                                |
| Pesi mosca (kg 51)          | Manfred Homberg        | Mircea Dobrescu       | Peter Davies René Libeer              |
| Pesi gallo (kg 54)          | Oleg Grigor'ev         | Gianfranco Piovesani  | Peter Goschka Thomas Morrisey         |
| Pesi piuma (kg 57)          | Dimitar Velinov        | Mario Sitri           | Kazimierz Boczarski Vladimir Safronov |
| Pesi leggeri (kg 60)        | Kazimierz Paździor     | Olli Mäki             | John Kidd Horst Herper                |
| Pesi superleggeri (kg 63.5) | Vladimir Engibarjan    | Walter Ivanus         | Zygmunt Milewski Ilija Lukić          |
| Pesi welter (kg 67)         | Manfred Grauss         | Leopold Potesil       | Yuri Gromov Fred Tiedt                |
| Pesi superwelter (kg 71)    | Nino Benvenuti         | Tadeusz Walasek       | Rolf Caroli Ivan Sobolev              |
| Pesi medi (kg 75)           | Zbigniew Pietrzykowski | Dragoslav Jakovljević | Paul Nickel Karl Schoenberg           |
| Pesi mediomassimi (kg 81)   | Gheorghe Negrea        | Petar Stankov         | Zdenek Cipro Laszlo Csabajszky        |
| Pesi massimi (kg 81 +)      | Andrej Abramov         | Vasile Mariutan       | Josef Němec Branislav Davidović       |

## Medagliere
Nazione ospitante 
| Posiz. | Nazione          | Oro | Argento | Bronzo | Totale |
| ------ | ---------------- | --- | ------- | ------ | ------ |
| 1      | Unione Sovietica | 3   | 0       | 3      | 6      |
| 2      | Polonia          | 2   | 1       | 2      | 5      |
| 3      | Germania Ovest   | 2   | 0       | 3      | 5      |
| 4      | Italia           | 1   | 2       | 0      | 3      |
| 4      | Romania          | 1   | 2       | 0      | 3      |
| 6      | Bulgaria         | 1   | 1       | 0      | 2      |
| 7      | Cecoslovacchia   | 0   | 1       | 2      | 3      |
| 7      | Jugoslavia       | 0   | 1       | 2      | 3      |
| 9      | Austria          | 0   | 1       | 0      | 1      |
| 9      | Finlandia        | 0   | 1       | 0      | 1      |
| 11     | Germania Est     | 0   | 0       | 2      | 2      |
| 11     | Scozia           | 0   | 0       | 2      | 2      |
| 13     | Francia          | 0   | 0       | 1      | 1      |
| 13     | Ungheria         | 0   | 0       | 1      | 1      |
| 13     | Irlanda          | 0   | 0       | 1      | 1      |
| 13     | Galles           | 0   | 0       | 1      | 1      |
|        | Totale           | 10  | 10      | 20     | 40     |